# Hernán-Pérez
Hernán-Pérez è un comune spagnolo di 510 abitanti situato nella comunità autonoma dell'Estremadura.

## Storia

### Simboli
Lo stemma è stato approvato dalla Giunta dell'Estremadura il 18 ottobre 1984.